# روت ألموغ
روت ألموغ (بالعبرية: רות אלמוג‏) Ruth Almog (ولدت عام 1936) هي روائية إسرائيلية.
ولدت في 15 مايو 1936 في بتاح تكفا في إسرائيل لأبوين مهاجرين من مدينة هامبورغ في عام 1933. درست في كلية ديفيد يلين للمعلمين، وكذلك في جامعة تل أبيب، فدرست فيها الفلسفة والسينما. عملت نائب رئيس تحرير القسم الأدبي لصحيفة هآرتس، وكاتبة في الجامعة العبرية في القدس. وهي متزوجة من الشاعر هارون ألموغ.
حصلت عام 1989 على جائزة برينر، وجائزة ياد فاشيم عام 2000، وجائزة عجنون من بلدية القدس عام 2001.
من أعمالها: المنفى – المرأة – الموت في المطر – الكرة الفضية – جذور النور.